# Podripci
Podripci es un pueblo de la municipalidad de Bugojno, en el cantón de Bosnia Central, Bosnia y Herzegovina.

## Superficie
Posee una superficie de 2,35 kilómetros cuadrados.

## Demografía
Hasta 2013 la población era de 153 habitantes, con una densidad de población de 65,2 habitantes por kilómetro cuadrado.